# 硫化カルシウム
硫化カルシウム（りゅうかカルシウム、英：Calcium sulfide、化学式：CaS）はカルシウムの硫化物である。
白色であり、岩塩のように立方体の結晶を作る。
硫化カルシウムは排ガスの脱硫処理で生成する石膏をリサイクルするプロセスでの生成物として研究されて来た。
他の多くの硫化物イオンを含む塩のように、硫化カルシウムは硫化水素の臭気を持つ。
これは塩の加水分解により硫化水素が発生することによる。
冷水に難溶性。

## 生成法
硫化カルシウムは、より一般的なカルシウム化合物である硫酸カルシウムの炭素還元反応、つまり、硫酸カルシウムと炭素の混合物を、空気を絶って900℃に熱することにより生成する。
{\displaystyle {\ce {CaSO4\ + 2C -> CaS\ + 2CO2}}}
硫化カルシウムは硫酸カルシウムとさらに以下のとおり反応する。
{\displaystyle {\ce {3CaSO4\ + CaS -> 4 CaO\ + 4 SO2}}}
この反応は、主に廃石膏をリサイクルして生石灰を得るために用いられる。

## 反応性
硫化カルシウムは湿気があるとその水分とさまざまな比率で反応し、水硫化カルシウム Ca(SH)2、水酸化カルシウム {\displaystyle {\ce {Ca(OH)2}}}、{\displaystyle {\ce {Ca(SH)(OH)}}} の混合物を生成する。
{\displaystyle {\ce {CaS\ + H2O -> Ca(SH)(OH)}}}
{\displaystyle {\ce {2 CaS\ + 2 H2O -> Ca(SH)2\ + Ca(OH)2}}}
{\displaystyle {\ce {CaS\ + 2 H2O -> Ca(OH)2\ + H2S}}}
Ca(SH)(OH)はさらに水と反応して水酸化カルシウムと硫化水素を生じる。硫化水素は腐った卵のような不快な臭いの原因物質である。
{\displaystyle {\ce {Ca(SH)(OH)\ + H2O -> Ca(OH)2\ + H2S}}}
水酸化カルシウムの飽和溶液は単体硫黄と反応して石灰硫黄合剤を生成する。これは殺虫剤として使われてきた。活性を持つ成分はおそらく硫化カルシウムではなく五硫化カルシウムである。